# マキシミリアン・ロスマン
マキシミリアン・クリスティアン・ロスマン（Maximilian Christian Rossmann、1995年5月6日 - ）は、ドイツ・ハルバーシュタット出身のサッカー選手。ポジションはDF。